# Рогов, Михаил Стефанович
Михаи́л Стефа́нович Ро́гов (Рогоев, Рогуев; конец XVI века— вторая половина XVII века) — протопоп собора Черниговских чудотворцев в Москве, книжный справщик, полемист, поэт.

## Биография
Согласно анонимному антистарообрядческому сочинению «Бразда духовная» (1683), происходил из Сумского острога, находившегося во владении Соловецкого монастыря.
В начале 1640 года Михаил Рогов был назначен, вместе со священником Иоанном Наседкой, главным книжным справщиком при Московском Печатном Дворе, как человек образованный и знакомый не только с богослужебными книгами, но и с современной учительной и полемической литературой. Одними из первых книг, изданных под его наблюдением, были: «Соборник, слова избранные о чести св. икон и поклонении» (август 1642 года) и «Кириллова книга» (апрель 1644 года); обе книги были вызваны приготовлениями к прениям о вере с сыном датского короля Кристиана IV Вольдемаром по поводу его сватовства за царевну Ирину. В открывшихся затем прениях Рогов принимал деятельное участие: 28 мая 1644 года он "сидел для ответу" против духовника Вальдемара — пастора Матвея Фельгабера (лат. Mathias Velhaberus; дат. Mathias Velhaver), вместе с товарищами, под председательством Благовещенского протопопа Никиты Романова; 3 июня 1644 года и 4 июля 1645 года он участвовал в самих прениях, а с 6 июля 1645 года составлял второе ответное письмо против того же духовника Матвея. Как в устных прениях, так и в письменных ответах Рогов, также как и его товарищи, выступил крайним приверженцем наружной набожности и церковной обрядности; выдвинутые в начале основные догматы протестантства отступили впоследствии совсем на второй план, давая место обрядовым пререканиям. По окончании прений Рогов усиленно работал на Печатном Дворе до ноября 1649 года. Книги, изданные под его смотрением при Патриархе Иосифе, отличаются от предшествующих: справщики заботились об очищении слога и языка; не довольствуясь перепечатками ранних изданий и сознавая неудовлетворительность книг, они справлялись не только с древнерусскими списками, но и делали попытки поправлять книги по греческим; наконец, при них впервые в книгах Московской печати появились статьи, заимствованные из южнорусских изданий, равно как печатались труды южнорусских ученых. В ноябре 1649 г. Рогов был удален со службы на Печатном Дворе и лишен скуфьи, вероятно по указанию Никона, бывшего в то время Новгородским митрополитом, за то, "что в книге Кирилла Иерусалимского в двоестрочии не делом положил, что христианам мучения не будет". Но, несмотря на постигшую опалу, Рогов но потерял значения и в июле 1650 года, он вместе с избранными людьми был отправлен правительством во Псков для усмирения мятежников. О дальнейшей его судьбе сведений не сохранилось.